# دژ هوش‌ربا
دژ هوش‌ربا  یا قلعهٔ ذات‌الصُّوَر نام دژی افسانه‌ای در داستان‌های مثنوی معنوی، نوشتهٔ شاعر پارسی‌گوی، مولانا جلال‌الدین بلخی است.
دربارهٔ این دژ در دفتر ششم از مثنوی مولوی در قصه‌ای زیر عنوان «حکایت آن پادشاه در وصیت کردن او سه پسرِ خویش را کی در سفر در ممالک من…» نوشته شده‌است.
بر پایهٔ این قصه، بر یکی از دیوارهای این دژ، چهرهٔ دختر خاقان چین قرار دارد که هوش از سر هر بازدیدکننده‌ای می‌رباید.
سه پسر طردشدهٔ یکی از پادشاهان، که برخلاف توصیهٔ پدر خویش به این دژ وارد می‌شوند، پس از دیدن تصویر و والِهی و شیدایی به چین می‌روند و آن دختر را در همان سن و سالِ تصویر بازمی‌یابند.
پنج بخش از مساحت این دژ در دریاست و پنج بخش در خشکی (در مثنوی: پنج در در بحر و پنجی سوی برّ). از این ده بخش، پنج بخش به رنگ و بو گرایش دارد و پنج بخش به باطن رازجو.
در این دژ، همچنین هزاران شکل و نقش و نگار بی‌قرارانه از این سو به آن سو می‌روند.
دانیل فنل، خاورشناس نروژی، در رسالهٔ «قصر زرین» خود اظهار می‌دارد که «همانندی‌های فراوانی میان دژ هوش‌ربای مثنوی با مضمون داستان زوال خاندان آشر، نوشتهٔ اِدگار آلِن پو (۱۸۰۹–۱۸۴۹ میلادی)، نویسندهٔ سبک وحشت و فانتزی و شاعر آمریکایی، می‌توان یافت.» اما واصف باختری، از پژوهندگان ادبیات فارسی، با این نظر موافق نیست.
دژ هوش‌ربا در مثنوی با عنوان‌های «قلعهٔ صبرسوز هش‌ربا» و «قلعهٔ خوشِ ذات‌الصُّوَر» نیز توصیف شده‌است.
فضل‌الله مهتدی، قصه‌گوی ایرانی، نیز داستانی به نام «دژ هوش‌ربا» نگاشته‌است.